# Décès en 1104
Décès
- 1100
- 1101
- 1102
- 1103
- 1104
- 1105
- 1106
- 1107
- 1108

Cette page dresse une liste de personnalités mortes au cours de l'année 1104 :
- 8 juin : Dukak, roi de Damas[1].
- 28 septembre : Pierre Ier d’Aragon, dans le Val d'Aran.
- 17 novembre : Nicéphore Mélissène, général byzantin qui tente de s'emparer du trône. Il sert comme gouverneur et général dans les Balkans et en Asie mineure.

- Audéarde de Bourgogne, ou Hildegarde, noble française.
- Baktak, prince seldjoukide de Damas.
- Danichmend, Danichmend Ghâzi ou Danishmend Gazi ou Ghazi Gümüştekin, fondateur et éponyme de la dynastie turque des Danichmendides qui a régné sur une partie de l'Anatolie.
- Ebontius (en), évêque de Barbastro (Espagne).
- Haziga de Diessen, comtesse consort de Scheyern.
- Herewald, évêque de Llandaff.
- Judith de Schweinfurt, fille du comte Otton III de Schweinfurt, duc de Souabe et d'Ermengarde de Suze.
- Milon, surnommé le cardinal de Saint-Aubin, cardinal français.
- Nicolas, patriarche de Kiev et de toute la Rus'.
- Renaud de Mélinais, ermite catholique établi aux confins de l'Anjou et du Maine.
- Sven Svensson, prince danois.

## Crédit d'auteurs
- Cet article est partiellement ou en totalité issu de l'article intitulé « 1104 » (voir la liste des auteurs).